# Mike Evans
Michael Jonas Evans (Salisbury, North Carolina, 3 november 1949 – Twentynine Palms, Californië, 14 december 2006) was een Amerikaans acteur en schrijver, vooral bekend door zijn rol als Lionel Jefferson in All in the Family en The Jeffersons.
Hij behaalde in 1986 zijn makelaarspapieren en bleef dat tot zijn dood.
Hij stierf aan keelkanker in het huis van zijn moeder. Evans werd 57 jaar oud.

## Carrière
Evans vergaarde grote bekendheid in de jaren 70 en 80 met voornoemde series. In 1974 bedacht hij mede de serie Good Times, die tot 1979 zou doorlopen. Zijn betrokkenheid bij deze serie zorgde ervoor dat hij The Jeffersons tijdelijk moest verlaten. Hij werd toen vervangen door Damon Evans.

## Filmografie
- Walker, Texas Ranger televisieserie - Ray (Afl., Faith, 2000)
- The Jeffersons televisieserie - Lionel Jefferson (1975-1981, 1985)
- Rich Man, Poor Man (miniserie, 1976) - Arnold Simms
- The Practice televisieserie - Lenny (Afl. onbekend, 1976-1977)
- All in the Family televisieserie - Lionel Jefferson (1971-1975)
- The Streets of San Francisco televisieserie - Paul Hudson (Afl., For Good or Evil, 1974)
- The House on Skull Mountain (1974) - Phillippe Wilette
- The Voyage of the Yes (televisiefilm, 1973) - Orlando B. Parker
- Love, American Style televisieserie - Groom (Afl., Love and the Perfect Wedding, 1972)
- Now You See Him, Now You Don't (1972) - Henry Fathington
- Call Her Mom (televisiefilm, 1972) - Wilson
- Killer by Night (televisiefilm, 1972) - Marley

- International Standard Name Identifier: 0000 0000 7417 1145
- Library of Congress Control Number: no2004042203
- Nationale Bibliotheek van Israël: 987007314809605171
- Nederlandse Thesaurus van Auteursnamen: 239570944
- Système universitaire de documentation: 061230901
- Virtual International Authority File: 56274563
- WorldCat: E39PBJrKMTWKpJwpHY9hy7TmBP